# Navalvillar de Ibor
Navalvillar de Ibor (extremadurai nyelven Nava'l-Villal, asztur-leóni nyelven Navavillal d'Ibol) település Spanyolországban, Cáceres tartományban. Navalvillar de Ibor Villar del Pedroso, Navezuelas, Cabañas del Castillo, Robledollano, Castañar de Ibor és Valdelacasa de Tajo községekkel határos. Lakosainak száma 378 fő (2024).

## Népesség
A település népessége az elmúlt években az alábbi módon változott:
| Lakosok száma | 503  | 452  | 420  | 504  | 484  | 455  | 443  | 408  | 393  | 378  |
|               | 2001 | 2004 | 2006 | 2009 | 2011 | 2014 | 2016 | 2019 | 2021 | 2024 |